# Prosopocoilus giraffa
Prosopocoilus giraffa là loài bọ cánh cứng thuộc họ Lucnidae có răng lưỡi cưa lớn nhất thế giới, chúng có hàm sắc và dài. Chúng sinh sống ở châu Á, từ Ấn Độ đến Indonesia. 

## Các phân loài
- Prosopocoilus giraffa borobudur Mizunuma et Nagai, 1991 (Java)
- Prosopocoilus giraffa daisukei Mizunuma et Nagai, 1991 (Philippines - Negros, Sibuyan Is.)
- Prosopocoilus giraffa keisukei Mizunuma et Nagai, 1991 (Flores Is., Lombok Is.)
- Prosopocoilus giraffa makatai Mizunuma et Nagai, 1991 (Philippines - Mindoro, Luzon)
- Prosopocoilus giraffa nilgiriensis Mizunuma et Nagai, 1991 (S. India)
- Prosopocoilus giraffa nishikawai Mizunuma et Nagai, 1991 (Sangir Is.)
- Prosopocoilus giraffa nishiyamai Mizunuma et Nagai, 1991 (Sulawesi)
- Prosopocoilus giraffa timorensis Mizunuma et Nagai, 1991 (Timor Is.)

## Hình ảnh

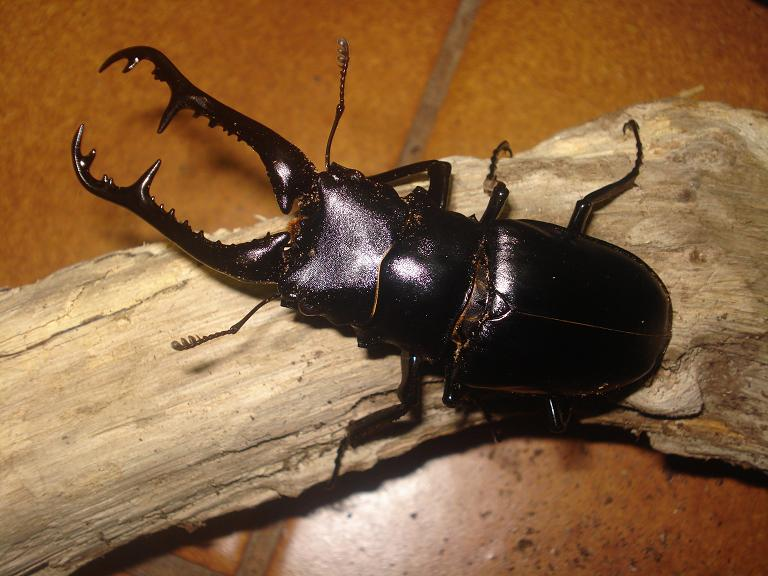
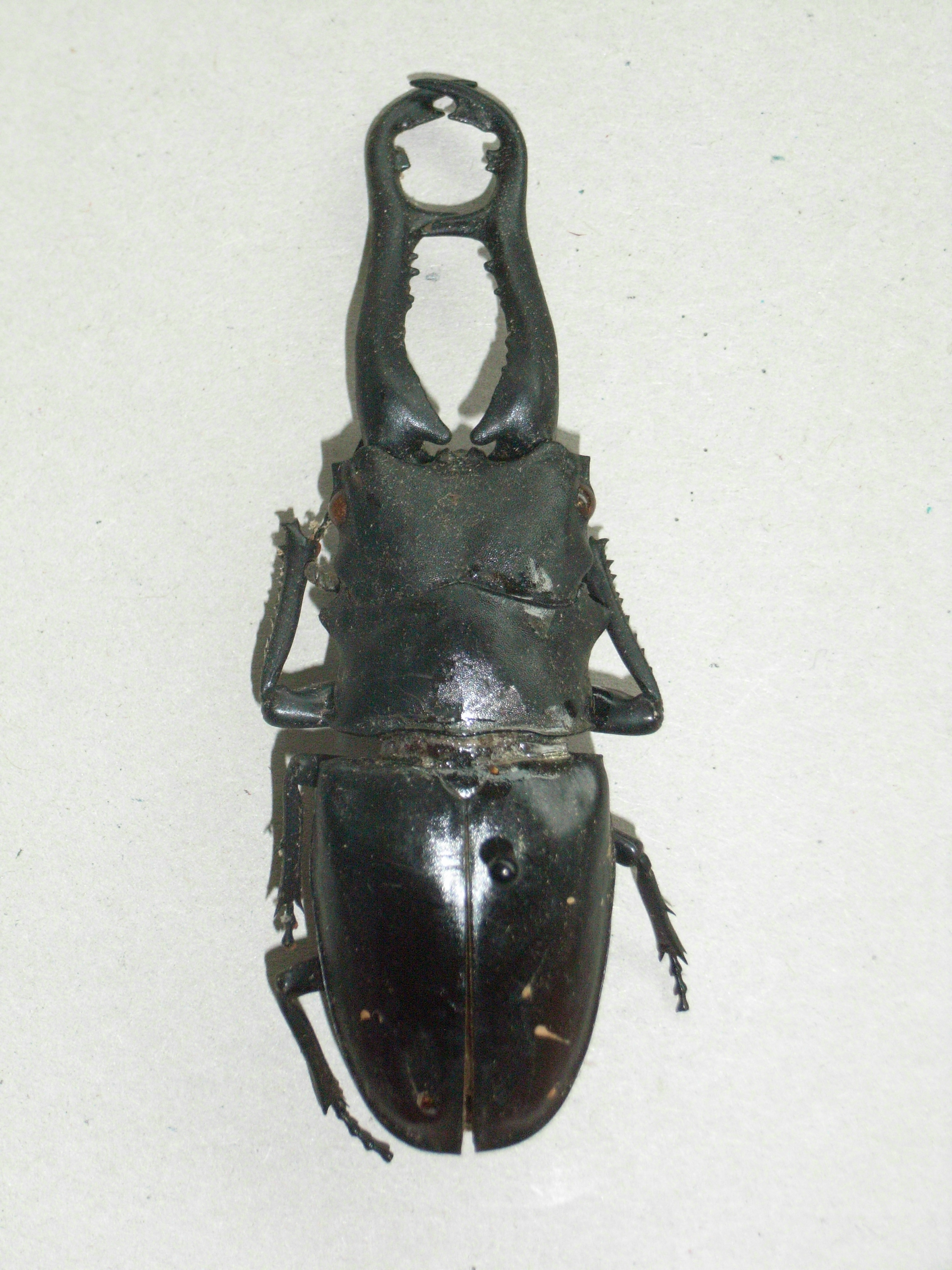
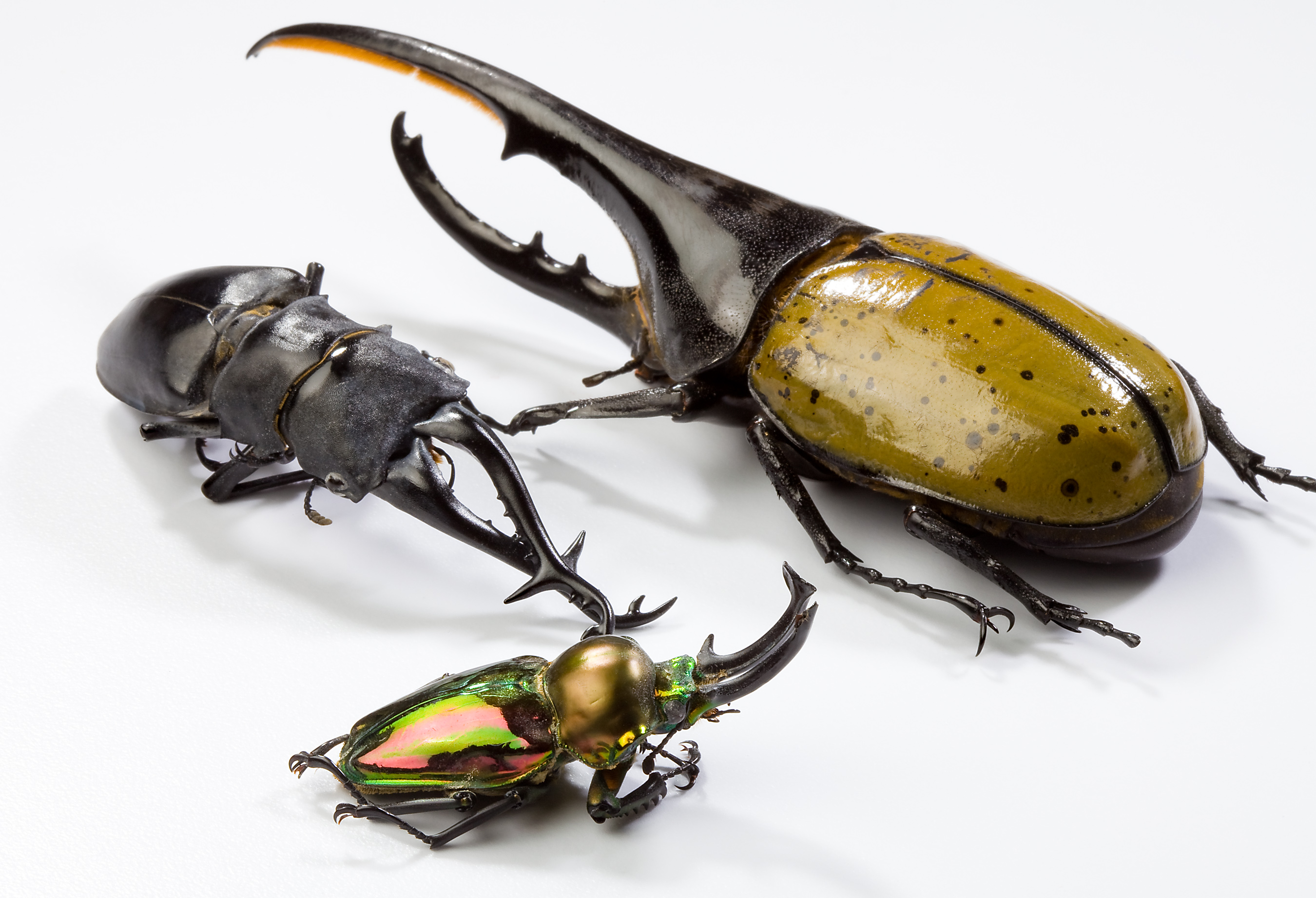
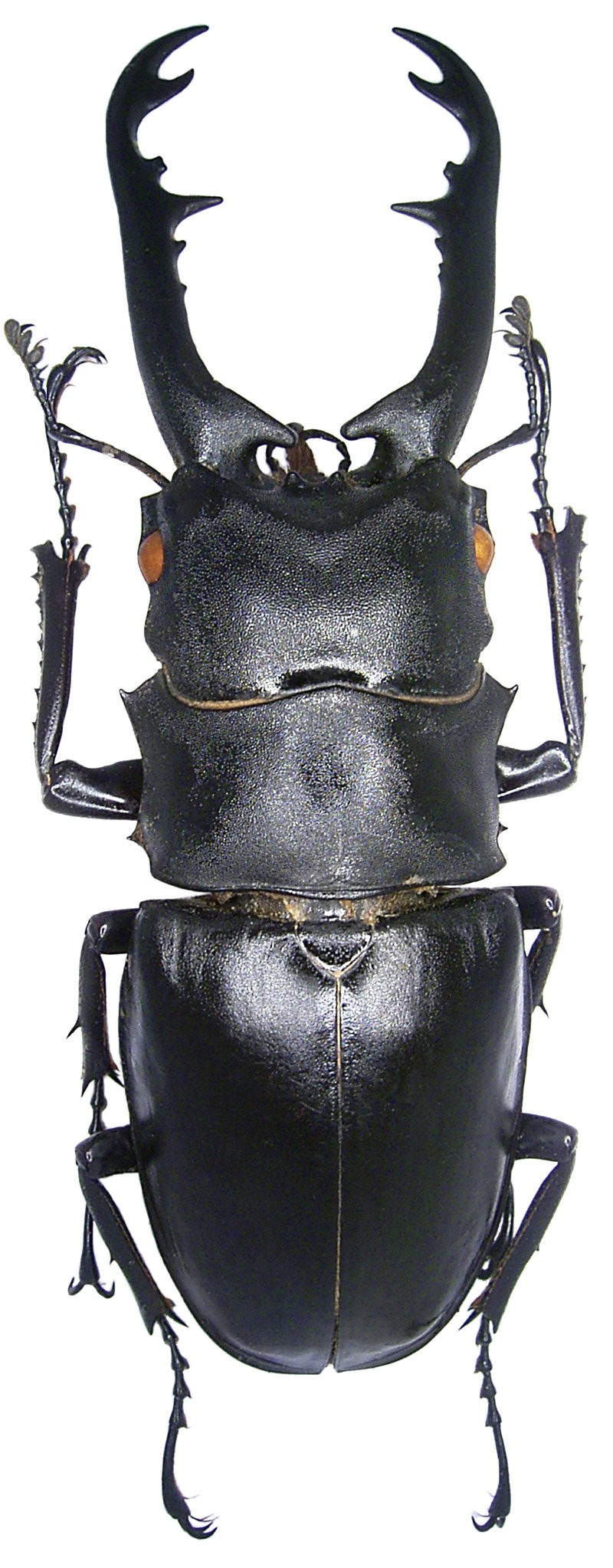